# 杨太后陵
杨太后陵，位于中国广东省江门市新会区古井镇官冲村，宋端宗之母杨太后的陵墓。1979年，列入新会县文物保护单位，今为新会区文物保护单位。南宋祥兴二年（1279年），元将張弘範大败宋军，南宋少帝投海殉国。杨太后闻讯后亦跳海自杀。 后张世杰命人将杨太后草葬于崖门。墓面现只有竹笠状石帽一顶覆盖于坟上，无其他装饰。

## 现状
在宋元崖门决战中，宋朝灭亡，杨太后投海殉国。太傅张世杰仓促间将其安葬于此。墓地坐西北朝东南，宽7.98米，深11.9米，总占地面积74平方米。享堂呈圆形，直径6.9米。坟顶由鸭屎石雕刻而成，六角形设计，高0.6米，宽1.2米，外形酷似竹笠。墓前设有两级拜台，设计为直角踢靴式，护墙和山手采用蚝壳与夯土砌筑而成，墙高0.8米。1986年，墓地进行了翻修，表面铺上了混凝土。2019年，该墓被列入首批江门市海上丝绸之路史迹保护名录。
杨太后深受民众敬仰。每逢清明节和国母诞辰之际，附近村民、杨氏后裔、各地如新会，台山赵氏宗亲及忠臣义士后代都会自发组织前来祭拜，共同缅怀这位坚贞不屈的太后。